# Westkapelle-Binnen
Westkapelle-Binnen is een voormalige gemeente in de Nederlandse provincie Zeeland. De gemeente heeft bestaan tot 1816, waarna het samengevoegd werd met Westkapelle-Buiten en Sirpoppekerke tot de nieuwe gemeente Westkapelle.
De gemeente bestond enkel uit de plaats Westkapelle, zonder enig buitengebied. Dit gebied was voor de Franse tijd (1795-1814) een smalstad en een hoge heerlijkheid en werd ookwel Westkapelle-stad genoemd.
Volgens Van der Aa's Aardrijkskundig Woordenboek der Nederlanden van 1848 werd er destijds nog onderscheid gemaakt tussen Westkapelle-Binnen en Westkapelle-Buiten en Sirpoppekerke in het kadaster. Ook wordt er gemeld dat de heerlijkheid Westkapelle-Binnen inmiddels samengevoegd was met Westkapelle-Buiten, in hoeverre dat nog relevant was is onduidelijk.
De in 1816 gevormde gemeente Westkapelle werd in de 19e eeuw nog wel eens Westkapelle-Binnen-en-Buiten-en-Sir-poppekerke genoemd.
De gemeente Westkapelle ging in 1997 op in de gemeente Veere.